# Jean-Pierre de Beaumarchais
Pour les articles homonymes, voir Beaumarchais (homonymie).
 (mai 2011).
Si vous disposez d'ouvrages ou d'articles de référence ou si vous connaissez des sites web de qualité traitant du thème abordé ici, merci de compléter l'article en donnant les références utiles à sa vérifiabilité et en les liant à la section « Notes et références ».
Jean-Pierre Delarüe-Caron de Beaumarchais, né le 8 décembre 1944 à Rome, est un universitaire français, spécialiste de littérature. 

## Biographie
Fils du diplomate Jacques Delarüe-Caron de Beaumarchais et de Marie-Alice Le Couteux de Caumont, il descend en ligne féminine de Pierre-Augustin Caron de Beaumarchais, c'est-à-dire de Marie Thérèse de Willer-Mawlaz, la dernière épouse du dramaturge.
Diplômé de l'École normale supérieure, agrégé de lettres classiques, il est l’auteur d'études sur son ancêtre et de plusieurs dictionnaires des écrivains et des littératures de langue française, en collaboration avec D. Couty et A. Rey. Il a aussi traduit de l'anglais. Depuis 1989, il est membre du Conseil de Surveillance de la SA Baron Philippe de Rothschild, de la Commission Générale de terminologie et de néologie depuis 2009 et, depuis 2012, de l'Académie des Sciences, Belles-Lettres et Arts de Bordeaux, à laquelle avait appartenu son beau-père Philippe de Rothschild. Il a appartenu au Conseil de Surveillance des Presses universitaires de France (2005-2013), où il a co-dirigé avec D. Couty la collection « Études littéraires » (1984-2005, 70 volumes parus).
En 2000, il est nommé chevalier de la Légion d'honneur. Officier des Arts et Lettres, il est membre du jury du prix Sévigné.
Sa seconde épouse, Philippine de Rothschild, a préfacé sa traduction de l’ouvrage d’Harry W. Paul. Leur fils, Julien de Beaumarchais de Rothschild, est né en 1971.

## Décorations
- Chevalier de la Légion d'honneur
- Commandeur de l'ordre des Arts et des Lettres (2022)
  - officier en 2006[2]

## Publications
- Beaumarchais : le Voltigeur des Lumières, coll. « Découvertes Gallimard / Littératures » (no 278), Paris, Gallimard, 1996  (ISBN 978-2-07-053357-2).
- Dictionnaire des écrivains de langue française, Paris, Bordas, 1997, 21 cm (ISBN 978-2-03750-040-1, OCLC 443882344).
- Dictionnaire des littératures de langue française, ParisBordas, 1984 (ISBN 978-2-04-015333-5).
- Dictionnaire des œuvres littéraires de langue française, Paris, Bordas, 1994 (ISBN 978-2-04-027022-3).
- Dictionnaire des grandes œuvres de la littérature française, Paris, Larousse, 1997 (ISBN 978-2-03-750040-1).
- Les Grandes Œuvres de la littérature française, Paris, Bordas, 2003 (ISBN 978-2-04-729831-2).
- Les Grandes Répliques du théâtre français, Paris, Larousse, 2000, 239 p., 30 cm (ISBN 978-2-03505-054-0, OCLC 319860349).
- Main droite, main gauche : dialogue, Paris, Presses universitaires de France, 1997, 63 p., 22 cm (ISBN 978-2-13049-058-6, OCLC 465782495).
- « La Folle Journée ou le mariage de Figaro » : Pierre-Augustin Caron de Beaumarchais, Paris, Presses universitaires de France, 2005, 128 p., 18 cm (ISBN 9782130548645, OCLC 420111164).
- Harry W. Paul (préf. Philippine de Rothschild), Bacchus sur ordonnance : la médecine par le vin, de la Belle époque au paradoxe français [« Bacchic medicine : wine and alcohol therapies from Napoleon to French paradox »], Paris, Presses universitaires de France, 2005, viii, 160, 22 cm (ISBN 978-2-13054-521-7, OCLC 803739269).

## Prix
- Prix Georges Pompidou 1985 (avec Alain Rey et Daniel Couty)
- Prix de la langue française 2005 pour l’ensemble de son œuvre